# Green Anarchy
Green Anarchy var ett magasin som gavs ut i Eugene, Oregon, USA, år 2000-2009. Texterna handlade om anarkism, primitivism, ekologism, djurrätt, antikapitalism, motståndsaktiviteter och om att stödja politiska fångar. Tidskriften gavs ut i omkring 8000 exemplar och cirkulerade bland annat på fängelser. Den var gratis till fångar. Undertiteln på magasinet var: "An Anti-Civilization Journal of Theory and Action". En av redaktörerna var författaren John Zerzan.